# Гофер Флатс (Орегон)
Гофер Флатс (енгл. Gopher Flats) насељено је место без административног статуса у америчкој савезној држави Орегон.

## Демографија
По попису из 2010. године број становника је 379, што је 22 (-5,5%) становника мање него 2000. године.
| Група             | 2000.       | 2010.       |
| Белци             | 295 (73,6%) | 309 (81,5%) |
| Афроамериканци    | 2 (0,5%)    | 1 (0,3%)    |
| Азијати           | 2 (0,5%)    | 0 (0,0%)    |
| Хиспаноамериканци | 1 (0,2%)    | 4 (1,1%)    |
| Укупно            | 401         | 379         |